# Quyền LGBT ở Liberia
Quyền đồng tính nữ, đồng tính nam, song tính và chuyển giới ở Liberia phải đối mặt với những thách thức pháp lý mà những người không phải LGBT không gặp phải.  Cả nam và nữ hoạt động tình dục đồng giới là bất hợp pháp trong Liberia.

## Bảng tóm tắt
| Hoạt động tình dục đồng giới hợp pháp                                                                                       | (Hình phạt: Lên đến 1 năm tù) |
| Độ tuổi đồng ý | No                            |
| Luật chống phân biệt đối xử chỉ trong việc làm                                                                              | No                            |
| Luật chống phân biệt đối xử trong việc cung cấp hàng hóa và dịch vụ                                                         | No                            |
| Luật chống phân biệt đối xử trong tất cả các lĩnh vực khác (Bao gồm phân biệt đối xử gián tiếp, ngôn từ kích động thù địch) | No                            |
| Hôn nhân đồng giới | No                            |
| Công nhận các cặp đồng giới                                                                                                 | No                            |
| Con nuôi của các cặp vợ chồng đồng giới                                                                                     | No                            |
| Con nuôi chung của các cặp đồng giới                                                                                        | No                            |
| Người đồng tính nam và đồng tính nữ được phép phục vụ công khai trong quân đội                                              |                               |
| Quyền thay đổi giới tính hợp pháp                                                                                           | No                            |
| Truy cập IVF cho đồng tính nữ                                                                                               | No                            |
| Mang thai hộ thương mại cho các cặp đồng tính nam                                                                           | No                            |
| NQHN được phép hiến máu | No                            |